# Devarajanahalli, Alur
Devarajanahalli là một làng thuộc tehsil Alur, huyện Hassan, bang Karnataka, Ấn Độ.